# Zamagurie
Zamagurie (på slovakisk, udtalt [ˈZamaɡuɾɪ̯ɛ] ; polsk: Zamagurze) er et område på grænsen mellem Polen og Slovakiet, i den nordlige del af Spiš-regionen mellem bjergområdet Spišská Magura i syd, Dunajecfloden i nord og Białka-floden (slovakisk: Biela voda) i vest. Det er delt mellem Prešov-regionen i Slovakiet og det mindre Województwo małopolskie Voivodeship i Polen, og er yderligere opdelt mellem de slovakiske distrikter Stará Ľubovňa og Kežmarok og de polske gminas Bukowina Tatrzańska, Nowy Targ og Łapsze Niżne. Centrum i regionen er den slovakiske by Spišská Stará Ves, som ligger lige ved grænsen. Regionen var indtil 2004 en af de officielle turistregioner i Slovakiet.
I 2006 blev der åbnet en ny grænsebro for fodgængere mellem Červený Kláštor og Sromowce.

## Turistattraktioner
Den mest populære turistattraktion er Pieninybjergene med Dunajecflodkløften, hvor der arrangeres sejlture på trækanoer, bundet i flåder og vandreture til Trzy Korony eller Sokolica-bakkerne.
Blandt de bemærkelsesværdige monumenter for den folkelige arkitektur er Goral-landsbyerne Osturňa og Jezersko i Slovakiet.
Andre attraktioner inkluderer kurlandsbyen Vyšné Ružbachy, den middelalderlige by Podolínec, klosteret i Červený Kláštor og vintersportsstederne i Osturňa og Spišská Stará Ves. I Polen findes også mange attraktioner, f.eks. Niedzica-skicentret, Niedzica-slottet eller Czorsztyn-reservoiret.

## Galleri
- Dunajec set fra Trzy Korony
- Trzy Korony set fra Dunajec-floden
- Červený kláštor
- Czorsztyn-reservoiret i Polen
- Dunajec-kløften
- Rafting ved floden med grænsebroen i baggrunden